# Parcul Național Nockberge
Coordonate: 46° 53' N, 13° 40' O
 Parcul Național Nockberge sau „ Parcul Național Munții Nock” sunt situați în landul Kärnten, Austria, la nord este limitat de granița cu landul Salzburg resspectiv  Steiermark. Granița de sud este linia care trece prin Bad Kleinkirchheim, la est depresiunea Reichenau (Kärnten) și la nord-vest Innerkrems. Parcul se întinde pe suprafața de 216 km², din care 47 % aparțin de regiunea  localității Krems in Kärnten,  23 % de Bad Kleinkirchheim, 21 % de Radenthein și 9 % de Reichenau (Kärnten). Administrația parcului a aparținut de Reichenau, ulterior a fost unificat cu administrația parcului Hohe Tauern sediul fiind mutat la Großkirchheim.

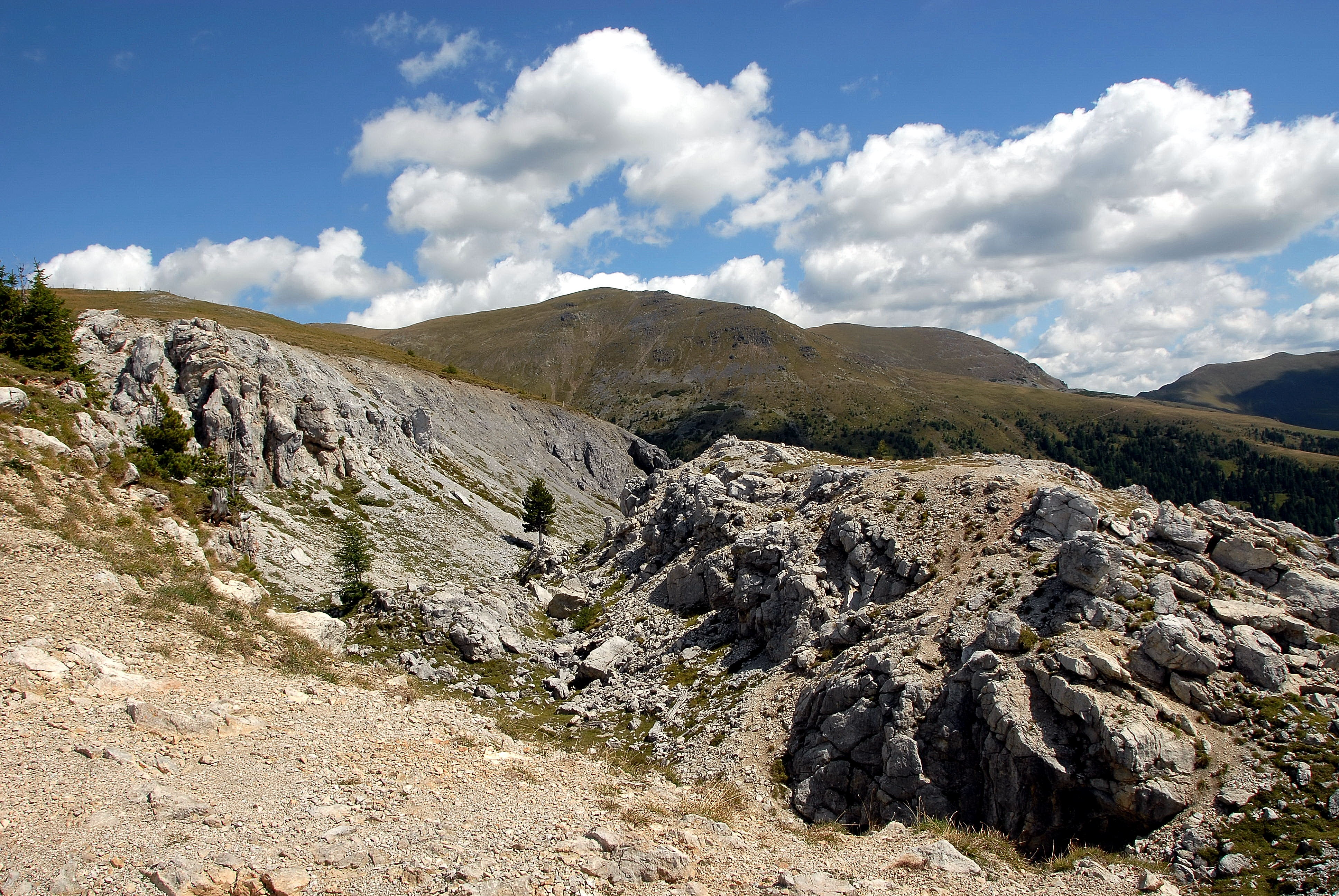
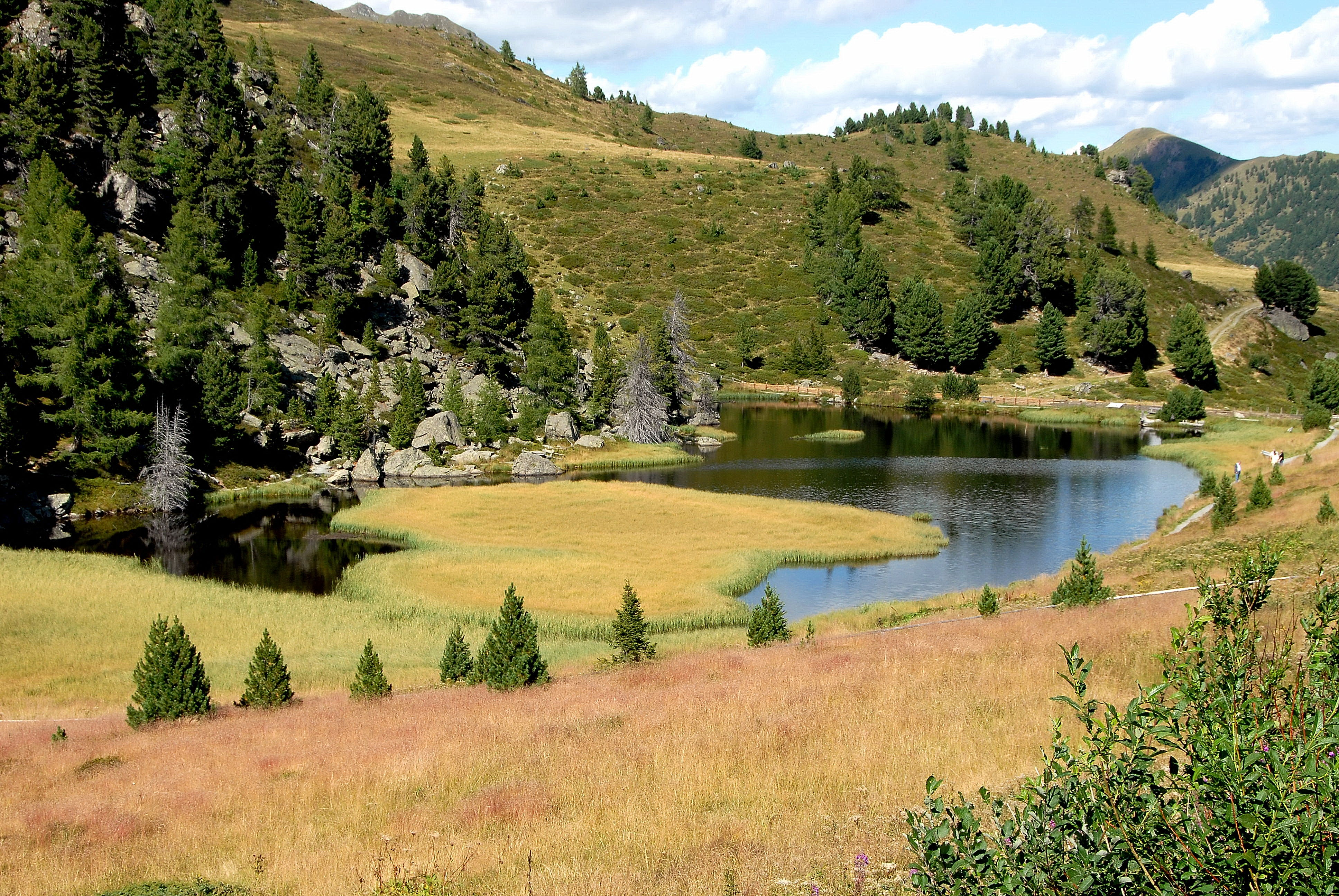
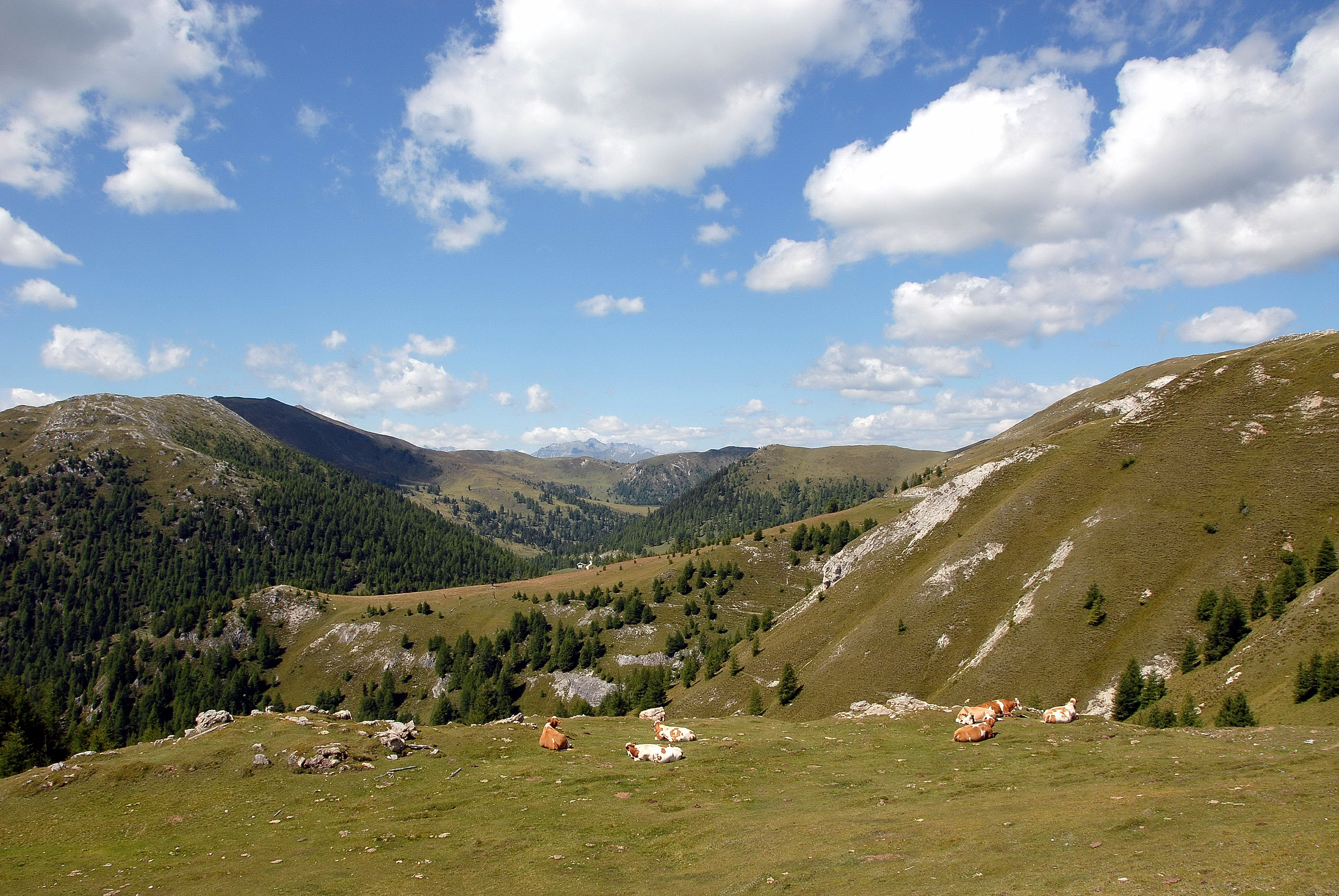